# Pyrolachnus
Pyrolachnus är ett släkte av insekter. Pyrolachnus ingår i familjen långrörsbladlöss.
Kladogram enligt Catalogue of Life:
| Pyrolachnus | \| \| Pyrolachnus imbricatus \| \| \| \| \| \| Pyrolachnus macroconus \| \| \| \| \| \| Pyrolachnus macrorhinarious \| \| \| \| \| \| Pyrolachnus pyri \| \| \| \| |
|             | \| \| Pyrolachnus imbricatus \| \| \| \| \| \| Pyrolachnus macroconus \| \| \| \| \| \| Pyrolachnus macrorhinarious \| \| \| \| \| \| Pyrolachnus pyri \| \| \| \| |
|             | Pyrolachnus imbricatus |
|             | |
|             | Pyrolachnus macroconus |
|             | |
|             | Pyrolachnus macrorhinarious |
|             | |
|             | Pyrolachnus pyri |
|             | |